# Helengeli
Helengeli seit Ende 2015 COOEE OBLU at Helengeli (Thaana: ހެލެނގެލި) ist eine Insel im Nord-Malé-Atoll der Malediven. Sie ist etwa 800 Meter lang und 135 Meter breit und liegt 50 Kilometer entfernt vom Flughafen in Hulhulé. Man erreicht die Insel von dort in einer Stunde mit dem Boot oder in 25 Minuten mit dem Wasserflugzeug.

## Tourismus
Auf der Insel, die zu den Touristeninseln der Malediven gehört, befindet sich ein Resort mit 25 Doppel-Bungalows, eine Tauchbasis und ein Spa.